# Brendan O’Hara

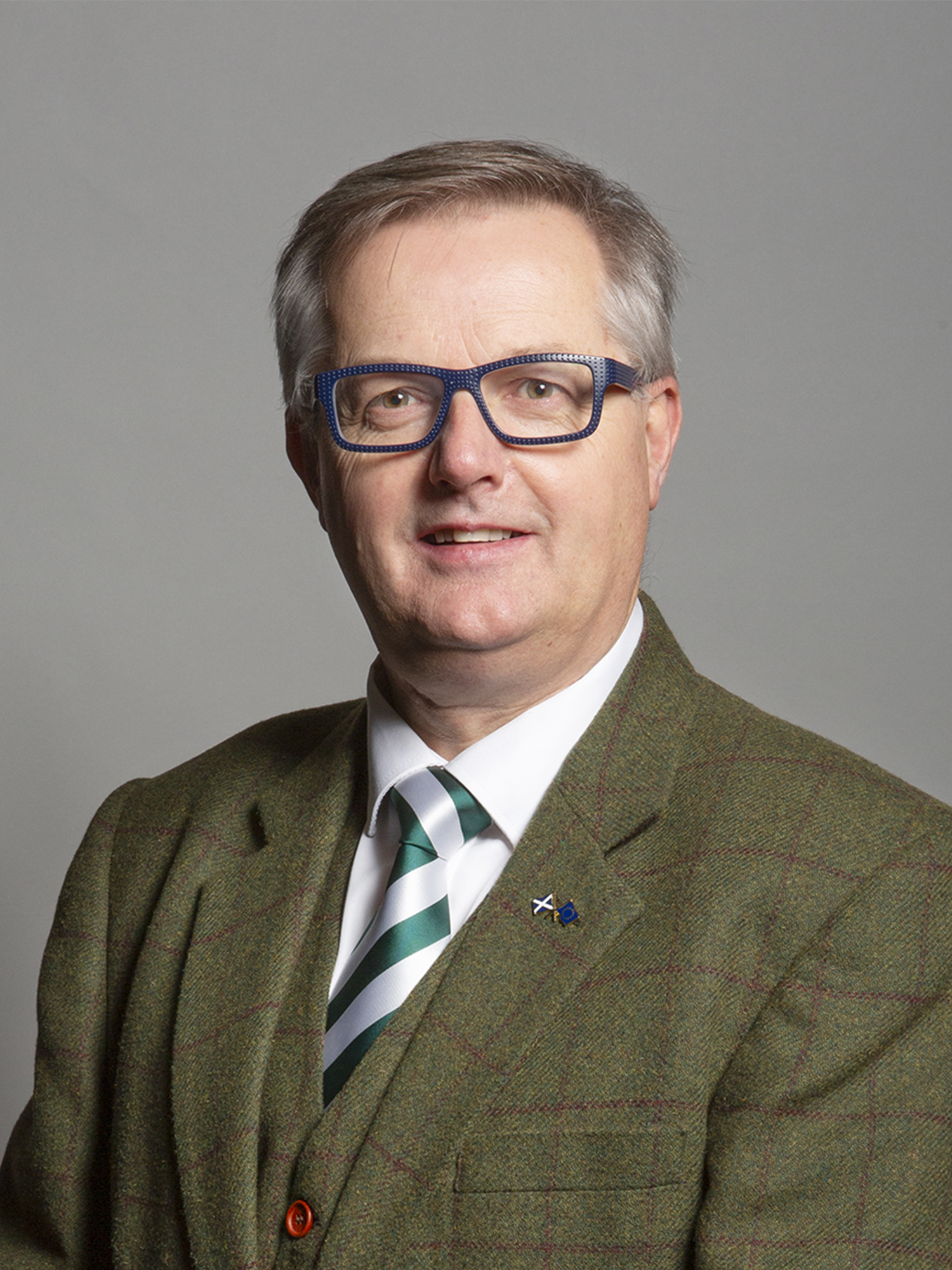
Brendan O’Hara

Brendan O’Hara (* 27. April 1963 in Glasgow) ist ein schottischer Politiker der Scottish National Party (SNP).

## Leben
O’Hara wurde 1963 in Glasgow geboren. Er besuchte die St. Andrew’s Secondary School im Glasgower Stadtteil Carntyne. Nachdem er mehrere Jahre für die Stadtverwaltung tätig gewesen war, studierte er bis 1992 Moderne Geschichte und Wirtschaftsgeschichte an der Universität von Strathclyde. O’Hara arbeitete als freier Produzent für die BBC, Sky Sports sowie STV. Seine für STV produzierte Dokumentation Road To Referendum war 2013 für den schottischen Filmpreis nominiert.
Seit 2004 lebt O’Hara in Helensburgh in der Council Area Argyll and Bute. Er ist verheiratet und Vater zweier Töchter.

## Politischer Werdegang
Erstmals kandidierte O’Hara bei den Unterhauswahlen 1987 zu Wahlen auf nationaler Ebene. Er bewarb sich für die SNP im Wahlkreis Glasgow Springburn, unterlag jedoch dem Labour-Kandidaten Michael Martin deutlich. Bei den Unterhauswahlen 1992 trat O’Hara im benachbarten Wahlkreis Glasgow Central an. Auch bei diesen Wahlen konnte er sich nicht gegen den Labour-Kandidaten, in diesem Fall Michael Watson, durchsetzen.
Bei den britischen Unterhauswahlen 2015 kandidierte O’Hara für die SNP im Wahlkreis Argyll and Bute. Er trat dabei gegen den Liberaldemokraten Alan Reid an, welche den Wahlkreis seit 2001 im britischen Unterhaus vertrat. Nach massiven Stimmgewinnen der SNP bei diesen Wahlen erreichte O’Hara den höchsten Stimmenanteil und zog in der Folge erstmals in das House of Commons ein. Im neugebildeten Parlament war O’Hara der erste neue Abgeordnete, der seine Jungfernrede hielt. Er fungiert als Parteisprecher für Verteidigung.
Mit Stimmverlusten konnte O’Hara sein Mandat bei den Unterhauswahlen 2017 nur knapp vor dem konservativen Herausforderer Gary Mulvaney behaupten.